# 卡尼亞斯區
10°25′39″N 85°08′36″W / 10.42750°N 85.14333°W
卡尼亞斯區（西班牙語：Cañas），是哥斯達黎加的行政區，位於該國西北部瓜納卡斯特省，由卡尼亞斯縣負責管轄，面積193平方公里，海拔高度86米，2013年人口23,729人，人口密度每平方公里120人。